# Catasetum merchae
Catasetum merchae är en orkidéart som beskrevs av Gustavo Adolfo Romero. Catasetum merchae ingår i släktet Catasetum och familjen orkidéer. Inga underarter finns listade i Catalogue of Life.